# Напад НОВЈ на Копривницу октобра 1944.
Напад НОВЈ на Копривницу октобра 1944. године је била једна од крвавијих и мање познатих битака Другог свјетског рата на подручју окупиране Југославије, односно тадашње НДХ. Након 4 дана и 5 ноћи жестоких борби, завршена је тешким поразом Народноослободилачке војске Југославије од стране снага НДХ, које су упорно браниле град. Позната је и као друга битка за Копривницу, у односу на претходну битку у којој су победили партизани.

## Позадина
Почетком октобра 1944. године партизани су на подручју сјеверозападне Хрватске кренули у велику офанзиву, која је, заједно с истовременим нападом на Бања Луку и Книн, имала за циљ уништење свих осовинских снага источно од црте Копривница-Книн. У овом налету, партизани су успјели освојити Подравску Слатину, Вировитицу, Питомачу, Клоштар, Ђурђевац, Вирје и Новиград Подравски, чиме су практички загосподарили готово читавом Подравином. Након пада Ђурђевца, Вирја и Новиграда Подравског, остаци њихових гарнизона су се повукли у Копривницу, тада још једино веће мјесто које је било у рукама снага НДХ.
Према партизанским извјештајима, у Ђурђевцу се, прије пада, налазила 20. и дио 37. стајаће дјелатне бојне 5. усташког стајаћег дјелатног здруга (даље 37/5 УСДЗ), отприлике око 1000 људи, у Вирју једна неидентификована бојна 5 УСДЗ (највјеројатније 1. бојна), у Новиграду остали дијелови 37/5 УСДЗ, у Копривници Оклопни и Брзи склоп Поглавниковог Тјелесног Здруга(даље ПТС), а у Брегима 1. бојна 1. пјешачке пуковније ПТС-а (даље 1/1 ПТС). Брзи склоп ПТС-а је био разбијен приликом покушаја пробоја из Новиграда према Хлебинама, а 1/1 ПТС, 1/5 УСДЗ и 20/5 УСДЗ су се након великих губитака повукле у Голу (16км сјеверно од Ђурђевца), одакле су возом 12. октобра пребачени у Копривницу.
Због оваквих великих успјеха, који су изведени углавном против дијелова елитног ПТС-а и 5 УСДЗ, морал је увелико порастао међу партизанима. Остаци непријатељских јединица су се повукли у Копривницу, која се налазила на раскрсници путева за Загреб, Вараждин, Бјеловар, Осијек и Ђикениш. Падом Копривнице би се отворила својеврсна "врата" према Загребу и Вараждину. Такође, партизани су очекивали да би напокон успјели уништити 5. УСДЗ, под заповиједништвом пуковника Рафаела Бобана. Несумњиво би уништење тог здруга, који је и даље носио име свог претходника, Црна легија, нанио велик ударац Хрватским оружаним снагама. Због свих тих разлога, умјесто напада на Бјеловар, за који су већ вршене припреме, Главни штаб НОВ и ПО Хрватске је одлучио напасти Копривницу, прихвативши тако предлог команданта 10. загребачког корпуса Владимира Матетића.

## Сукобљене снаге

### Усташе
Почетком октобра 5. усташки стајаћи здруг, настао из дијела 1. стајаћег дјелатног здруга "Црна легија" повлачи се из Ливна и Томиславграда у Посушје из којег је ускоро избачен те се повлачи у Имотски из којег је поновно враћен у Посушје. Јесен пролази у борбама с далматинским партизанима око Посушја и на подручју Имотске крајине. Потом је 5. усташки здруг пребачен у Подравину, а у његов састав улази усташка бојна из Бјеловара. Био је стациониран у Копривници под заповједништвом Рафаела Бобана. Копривницу су бранили преостали дијелови 1/5, 20/5 и 37/5 УСДЗ и 1/1 ПТС, који су избјегли уништење од партизана у претходним борбама. Отприлике око 2000 људи.
Јован Кокот у својој књизи "Дванаеста славонска пролетерска бригада" пише како је Копривницу бранило 9000 усташа.

### Партизани
Партизанске снаге су у другој половици 1944. године и нарасле и почеле остваривати успехе. У Подравини су успјеле заузети Вирје, Хлебине, Молве, Ђурђевац и логично је било кренути на Копривницу и тако заокружити успехе на бојном пољу. Падом Копривнице био би отворен пут према Загребу и то су партизани добро знали, баш као и усташе. Партизани су се двоумили, кренути прво на Бјеловар или на Копривницу. Одлука је била - освојити Копривницу и уништити "Црну легију".
За напад на Копривницу партизани су одредили 5 дивизија НОВЈ јачине око 17-18000 бораца, и то: 
- 12. и 40. дивизија 6. корпуса,
- 32. и 33. дивизија 10. корпуса
- и 7. банијска дивизија (без 1 бригаде)

Наоружање партизанских снага састојало се од артиљеријског дивизиона 6. корпуса од 10 топова, тенковске чете са 5 лаких тенкова, Ауто-батаљона и великог броја аутоматског оружја. За корпусну резерву је одређена једна бригада 12. дивизије, која се налазила у селу Бреги. Такође, одређено је да ће се Тенковска чета исто налазити код корпусне резерве. 33. дивизија је своју брдску батерију од 4 топа ставила на располагање 32. дивизији, а 40. дивизија своју брдску батерију (топови калибра 75мм) на располагање 7. дивизији Тенковска чета се састојала од тенкова Хочкис (типа 35 или 39, наоружање: топ калибра 37мм) и три танкете Л3/35 (наоружање: два митраљеза калибра 8мм), који су заробљени 5. октобра 1944. у Питомачи и Клоштру Подравском.

## План напада
Непријатељске снаге које су се налазиле у упориштима Ђурђевац, Вирје и Нови Град потпуно су разбијене и већим дијелом уништене. Непријатељ је изгубио готово потпуно сву своју опрему и наоружање. У руке наших јединица пала су сва моторна возила и цјелокупно тешко наоружање.
Један дио непријатељских снага, разбијен и деморалисан, успио је да се у нереду повуче у упориште Копривница. Јачина непријатељских снага у упоришту Копривница према примљеним подацима износи свега једна бојна и дијелови разбијених непр. јединица код Новог Града и Вирја. Наводно се у Копривници налази 15 топова разног калибра који су већим дијелом без потребне послуге.

Наше јединице у својим офанзивним операцијама треба да задрже и трећу фазу битке за Подравину и ликвидацију упоришта Копривница, дефинитивно ослободе од непријатеља овај сектор.— Из наређења штаба 10. корпуса за напад на Копривницу, 
Напад на Копривницу, који је требао почети 13. октобра у 22 сата, је требала отворити партизанска артиљерија јачине 20 топова. Након почетног гранатирања, 32. дивизија је требала напасти град са западне и јужне стране, у циљу продирања до центра града и спајања с јединицама 7. дивизије која је нападала са сјевера. Зона напада је била; десно: поток Копривница (на којој је требало хватати везу са 7. дивизијом), лијево: жељезничка пруга Копривница-Ђикениш. Бригада "Матија Губец" (у саставу 32. дивизије) је за први нападни циљ имала освојити жељезничке станице Копривница и Уљарице, те исте задржати по сваку цијену. Ако би се ситуација повољно одвијала, бригада је требала напредовати даље до хотела "Цар". 7. дивизија је требала напасти Копривницу са сјеверне и сјеверозападне стране. Зона напада је била десно до линије пруга Копривнице-Ђикениш, а лијево поток Копривница. У зону напада је спадала и творница "Даница" с аеродромом. 33. дивизија је требала заузети положаје према Лудбрегу с двије бригаде, а с једном бригадом према Крижевцима, те на тај начин спречити могућу помоћ браниоцима. Њезина извиђачка чета је требала бити упућена у село Крижевачки Иванец како би посматрала покрете непријатељских снага у правцу Крижевци-Копривница. 40. дивизија је имала задатак да с једном бригадом затвори правце на линији Дрње-Торчец-Унгеров млин-Пустаковец, док је друга бригада требала бити у резерви у селу Иванец, како би по потреби деловала заједно с 33. дивизиом
Хаубичку батерију је требало поставити на простору Глоговац-Баковчица-поток Драгановац-жељезничка пруга до жељезничке станице Бреги-Глоговница. Као главни циљеви гранатирања су одређени жељезничка станица Копривница, Уљарица и центра града. Кад би допрле до жељезничке станице Копривница, јединице 32. дивизије би требале испалити двије зелене и једну црвену ракету као знак за престанак артиљеријског напада на тај дио, а након заузимања Уљарице једну зелену и двије црвене ракете. Батерија је требала пола сата гађати жељезничку станицу, након чега ватру пренијети на Уљарицу, те након 15-минутног гранатирања, ватру усмјерити на центар града. Корпусна импровизирана болница се налазила у селу Плавшинац. Мјеста штабова су била: 32. дивизије на Старом Граду, 33. дивизије у селу Врховац, 7. дивизије у селу Херешин, 40. дивизије у селу Торчец. Све јединице су требале подузети потребне мјере за заштиту од напада авиона у ниском лету, те мјере за спрјечавање пролаза моторизираних противничких јединица (постављање барикада и сл.).

## Одбрана града
Копривница је град кружног облика, испресецана многим улицама и терен око ње је потпуно раван, без икаквог растиња или природног заклона који би нападачу омогућио прикривен прилаз. У средишту града се налазио широк простор с парком, што је омогућавало маневар у свим правцима у противнападу. Браниоци су без проблема могли лако бранити град, при чему би ослонац одбране био на жељезничким пругама, потоку Копривници и појединим чврстим зградама (млин, уљара).
Усташки стожер из Загреба наредио је команди гарнизона Копривница да се град брани по сваку цену. Главни је организатор обране био усташки поручник Аугуст Погачник. Створена је кружна одбрана са системом одбрамбених тачки на улазима у град, организирана у два појаса, вањски и унутрашњи. Бункери су саграђени на правцима улаза у град из смјера Крижеваца, Лудбрега, Новиграда Подравског и Петеранца. На тим су правцима, уз бункере и ровове, биле постављене и бодљикаве жице, док је на западној страни града, на правцу подвожњака за Лудбрег и код Уљаре, спроведена чак и електрична струја. Поред улаза у Копривницу, ровови и бункери су били саграђени уз путеве код оба гробља. Такође, на могућим улазима у град, уз жичане препреке постављена су минска поља. За вањски појас одбране искориштен је, на западној страни, насип жељезничке пруге Копривница-Крижевци, а на јужној поток Копривница. Вањски појас се врло лако могао повезати у читави систем одбране града. Свуда уз цесту, пругу и поток су били постављени бункери. Као што је споменуто, осим града, добро је утврђено и гробље уз цесту Копривница-Вараждин и Копривница-Крижевци. Успостављена је и пољска телефонска веза са свим усташким бункерима што се касније показало пресудним.
Тако су се главне тачке одбране налазиле у гробљу на западној страни, у двије циглане на јужној страни, у творници "Даница", на потоку Копривница и на високом насипу на прузи Копривница-Крижевци. Заузимањем одбрамбених тачки на гробљу и двију циглана била би угрожена крила и бокови за одбрану града. Тако је тежиште одбране било каналисано од југа према северу овако: жељезничка станица, поток Копривница, творница "Даница", центар града (у којем се налазила резерва која је требала послужити за противнапад према било којем правцу у којем се партизани успију пробити).

## Ток битке

### 13. октобар
Артиљерија НОВЈ започела је напад у 22 сата 13. октобра 1944. Али дејство није било нису били прецизни јер су усташе обавјештајним радом сазнале да су партизани имали информације гдје се налази њихова артиљерија па је било прераспоређено. Партизани су тако испочетка тукли "у празно", а усташе прецизно узвраћали. Након неколико сати артиљеријске ватре кренула је партизанска пјешадија и била затечена великим и добро организованим отпором. Бројчано јачи партизани су успјевали заобићи бункере и доћи до првих градских кућа, да би потом били одбачени од усташких резерви.

### 14. октобар
Како је ноћни јуриш пропао тако се на брзину издало наређење на нови јуриш негде око поднева 14. октобра. Партизани су чак успјели понегде истерати усташе из ровова, али њима је проблем представљала бодљикава жица и струја која је текла кроз њу. За вријеме док би се неутралисала бодљикава жица усташе су помакле своје резерве на критичну тачку и одбиле напад. Ту се чврста телефонска линија између одбрамбених објеката показала врло битном.
У центру Копривнице, на централном градском тргу распоређивале су се усташке снаге, дојављивало се где је одбрана најслабија и тамо је слато појачање. Додатну помоћ одбрани пружили су и усташки авиони који су најпре изнад Копривнице бацали храну и санитетски материјал својим јединицама, а у новим прелетима касније и бомбардовали партизанске снаге. Око 15 сати је шест авиона Хрватског бојног зракопловства напало положаје 7. дивизије. Упоредо са тим браниоци су појачали свој притисак према цести Копривница-Херешин, и чини се да је партизане ухватила паника: један батаљон 4. бригаде се почео повлачити, а за њим је кренуо и један батаљон 3. бригаде. Оба батаљона су била задржана испред села Херешин. Мањи делови тих батаљона који су се разбјежали су касније враћени на положаје. 7. дивизију, која је била проређена, смениле су јединице 12. дивизије и 40.дивизије с првим мраком (према заповеди која је стигла око 17 сати), с тим да је 3. бригада била одређена као корпусна резерва и пребачена у село Иванац, а 4. бригада је остала у село Миклиновец, у случају да 12. дивизија продре у град, потпомогне њезин напад.

### 15. октобар
У ноћи 14./15. октобра бригада "Браћа Радић" поново је подузела напад на својем сектору, притом се углавном усмеривши на ликвидирање одбране код гробља крај цесте Копривница-Крижевци, док је бригада "Матија Губец" остала на мјесту, не подузимајући никакве нападе због тешких губитака у претходним борбама. У борби на гробљу, која се описује као "тешка и крвава", усташе су успјеле одбранити своје положаје, одбијајући партизански јуриш за јуришом. Партизани су такође одбијени и са циглане коју су претходно освојили уз помоћ тенкова, па су се морали повући на почетне положаје. Партизане је изненадио правовремено увођење усташких резерви у битку, што се приписивало доброј организацији усташких јединица на централном градском тргу, те споменутој телефонској вези.
Колико је драматични ток борбе био, најбоље свједочи сам партизански командант:
Усташе су извршиле противнапад, наступајући у великој групи са ножем на пушци и ручним бомбама, али без отварања митраљеске и пушчане ватре. Позади усташких јединица које су учествовале у противнападу, војна музика свирала је марш. Усташе су у противнападу одбациле 3. батаљон и Јуришну чету на полазне положаје, јер је борбени поредак био у линији и врло плитак. Да је борбени поредак био дубљи у 2 ешелона, усташки противнапад, вјероватно, не би био толико успјешан. Борци су први пут били у ситуацији да слушају и гледају војну музику у борби, као и велику гомилу усташа која је пјевала усташку химну и јуришала с ножем на пушци, без отварања пушчане ватре. То је на борце психолошки дјеловало и нису могли да се супротставе усташком противнападу.— Јован Кокот, 
Око 19 сати покренут је и посљедњи напад 12. бригаде; партизани су прешли поток и напредовали 200-250 метара, након чега су их усташе поново одбили, напредујући уз музику као и прошли пут.

### 16. октобар
У ноћи 15/16. октобра, у 00:30 сати организован је још један напад, уз артиљеријску припрему. Али је дошло је до неслагања између пјешадије и артиљерије; јединице 12. дивизије које су требале продирати према центру града, нису уопште кренуле у напад. Штаб 10. корпуса је у 5:00 сати, 16. октобра 1944. године, дао заповијед за престанак напада. Истог дана се успјела, са сјевера, у град пробити и једна хрватска борбена скупина, која је у Копривницу донијела пријеко потребне материјале (стрељиво и сл.). Такођер, хрватско је зракопловство бомбардирало прикупљање партизана на ширем подручју Копривнице с "извјесним успјехом". Битка за Копривницу, након 4 дана и 5 ноћи жестоких борби, је била готова, а велику побједу су однијеле усташе.

## Губици
Према Ради Булату, команданту 32. дивизије:
- 7. дивизија: 54 мртва и 111 рањених бораца и официра.
- 32. дивизија: 38 мртвих, 208 рањених и 62 несталих.
- 40. дивизија: 16 мртвих и 55 несталих и рањених.

Свеукупно: 108 мртвих, 474 рањена и 62 несталих. Усташки губици су процијењени на више од 300 мртвих и рањених.
Иван Шибл спомиње 200 мртвих и 800 рањених партизана, док се броја мртвих противника не дотиче, осим кад спомиње да је Бобан дао стријељати 150 властитих војника ради успоставе дисциплине, што није проверено (Шибл каже да му је тај податак доспио из "друге" руке, а не наводи се нигде друго). Штав 10. корпуса у свом извјештају спомиње 110 мртвих и 3000 рањених браниоца (сам Булат одбацује те податке као преувеличане).
- У "Дневном извјешћу" 17. октобра 1944. стоји да су партизани 14. октобра имали око 600 мртвих и рањених, а слиједећи дан 124 мртва, с процјеном да их је свеукупно погинуло 350. Властити губици су процијењени на 42 војника и 1 официр као погинули, те 83 рањених војника.
- У "Дневном извјешћу" ПТС-а из 16. октобра 1944. спомиње се 865 погинулих партизана, али су им губици процијењени на много више мртвих јер су при повлачењу одвукли много мртвих, а и нанесени су им и губици артиљеријском ватром, те бомбардовањем из ваздуха.

Као и обично у оваквим случајевима, подаци обију страна се не подударају.

## Тумачења
Битка за Копривницу 1944. године спада међу најжешће битке ових простора. Самоувереност партизана у сигурну побједу довела је до страшног пораза. Припадници 5. УСДЗ, популарно звани Бобановцима, су овом побједом стекли готово митски статус, а Копривница је, према неким причама, добила епитет "усташког Сигета". Бобан је, очито, увелико рачунао на морал својих војника (пошто је био бројчано надјачан), који је појачавао лименом музиком.
Штаб 10. корпуса НОВЈ кривицу за пораз пребацује на недовољну информисаност о бројности и положају браниоца, као и на недовољну сарадњу пјешадије и артиљерије. Према партизанским извештајима, "након пораза у Копривници морал наших бораца није био ослабљен, није изазвао деморализацију, осипање јединица, нити ослабио залагање и борбену спремност јединица 6. и 10. корпуса и 7. дивизије. Према каснијем тумачењу неких хрватских аутора (Томислав Аралица), талас дезертирања је захватио 32. дивизију, која је наводно изашла готово преполовљена из битке. Битку за Копривницу неки сматрају највећом побједом 5. УСДЗ у читавом рату.

## Повезано
- Напад НОВЈ на Копривницу 1943.
- Напади на гарнизоне НДХ